# Symfonie nr. 4 (Bourgeois)
Derek Bourgeois voltooide zijn Symfonie nr. 4, Wijnsymfonie in 1978.
De symfonie werd grotendeels geschreven in en rond Bristol, niet een stad waarbij men onmiddellijk denkt aan wijn. De componist die veel werk schreef met muzikale anekdotes componeerde in deze negendelige symfonie een serieus werk voor symfonieorkest met een latere bewerking voor harmonieorkest (symphonic band). Hij zag een uitdaging in de strikte vorm van de symfonie (thematiek en daarin het frivole van wijnen en champagne te krijgen. Hij had destijds nog moeilijkheden met de symfoniestructuur, hetgeen mag blijken uit de tijdspanne die tussen de diverse werken met die titel zat. Later componeerde hij ze “aan de lopende band”, de teller stond in 2010 op Symfonie nr. 54 (2010); opus 289, maar in dat jaar was hij ook bezig aan zijn symfonie nr. 61. De eerste uitvoering van de Wijnsymfonie vond plaats in 1979 door het Bournemouth Symphony Orchestra onder leiding van Vernon Handley; het werd gesponsord door Harvyes of Bristol, handel in wijn en port.

## Muziek
De muziek van deze symfonie is geschreven naar een bepaalde wijnstreek en vervolgens kregen de diverse wijnen uit die streek, die ook genoemd werden, ieder hun eigen specifieke thema. Het maakt de muziek als een soort legpuzzel. Het hoofdthema, dat direct na de muzikale ontkurking te horen is, is echter zo duidelijk, dat het in bijna alle delen ook weer eenvoudig terug te horen is. Dat hoofdthema is melodieus, een ander thema dat regelmatig terugkeert is syncopisch en wijkt daar dus behoorlijk van af. De muziek varieert van sprankelend, bruisend, vrolijk en vaudevilleachtig, tot zwaarwichtig. Het ene moment is de symfonie (voor het harmonieorkest) een aanslag op het embouchure van de blazers met lange legato gespeelde lyrische lijnen; het volgend moment is er sprake van notenreeksen die de techniek aanspreken, vaak gecombineerd met ritmische moeilijkheden.
Voor de aanduiding van de delen gebruikte Bourgeois tevens termen uit de klassieke muziek. De toonsoort verschilt daarbij van deel tot deel.

### Delen
1. Prelude – Champagne (f mineur) - (Louis Roederer Cristal Brut, Krug, Taittinger Comtes de Champagnes, Moët & Chandon, Dom Perignon)
2. Sonate – Bordeaux (e mineur) - (Châteaux Lafite, Petrus, Mouton Rothschild, Latour, Margaux, Haut Brion, Ausone, Cheval Blanc, Vieux Château Certan, Figeac, Haut Brion Blanc and Yquem)
3. Theme – Hock (rijnwijnen) (Bes majeur) - (The great Auslesen, Beerenauslesen and Trockenbeerenauslesen of the Rheingau, Schloss Johannisberg, Schloss Vollrads, Rauenthaler Baiken)
4. Scherzo I – Beaujolais (D majeur) - (Moulin a Vent, Brouilly, Juliénas, Chénas, Morgon, St Amour, Fleurie, Chiroubles)
5. Adagio – Burgundy (Des majeur) - (Romanée Conti, Chambertin, La Tâche, Richebourg, Musigny, Echézeaux, Corton, the incomparable Montrachet, Meursault Genevrières, and Corton Charlemagne)
6. Scherzo II – Loire (a mineur) - (Coulée de Serrant, Sancerre, Pouilly Blanc Fumé, Muscadet, Vouvray, Quarts de Chaumes)
7. Passacaglia – Elzas (c mineur) - (Gewürztraminer, Riesling, Tokay d'Alsace and Muscat, particularly when late-picked to make a Vendange Tardive)
8. Variation – Moselle (Es majeur) - (Wehlener Sonnenuhr of J.J. Prüm, Bernkasteler Doktor, Maximin Grünhaus)
9. Rondo alla Marcia – Rhône (g mineur) - (Côte-Rôtie, Château Grillet, Hermitage, Châteauneuf du Pape, Gigondas, Muscat de Beaumes de Venise)

### Orkestratie
- 3 dwarsfluiten, 3 hobo’s, 3 klarineten, 3 fagotten
- 1 tenorsaxofoon
- 4 hoorns, 3 trompetten, 3 trombones, 1 tuba
- pauken, 4 man/vrouw percussie, 1 harpen, 1 piano of celesta
- (violen, altviolen, celli, contrabassen)

## Discografie
- Uitgave Hafabramusic.com: Groot Harmonieorkest van de Belgische Gidsen o.l.v. Yves Segers; opname uit 2008. Titel van de compact disc luidt Cru Bourgeois.